# Culex infoliatus
Culex infoliatus är en tvåvingeart som beskrevs av Bonne-wepster och Cornelis Bonne 1919. Culex infoliatus ingår i släktet Culex och familjen stickmyggor. Inga underarter finns listade i Catalogue of Life.